# Personaggi di H2O
Questa voce contiene un elenco dei personaggi presenti nella serie televisiva H2O.

## Personaggi principali
- Cleo Sertori (stagioni 1-3), interpretata da Phoebe Tonkin, doppiata da Domitilla D'Amico.[1]
Molto timida e sensibile, diventa insicura e impacciata quando si ritrova in situazioni imbarazzanti: infatti, a causa della sua fragilità, all'inizio della serie è spesso presa di mira dai ragazzi più popolari come Zane e Miriam. Prima di diventare sirena, non sapeva nuotare ed aveva paura dell'acqua, ma poi la supera grazie all'aiuto delle altre sirene, soprattutto di Rikki. Ha una sorella di undici anni, Kim, che non perde occasione nel creare a Cleo problemi e disagi. È innamorata di Lewis, suo migliore amico fin dall'infanzia, e si dichiarano alla fine della prima stagione. All'inizio della seconda stagione lo lascia perché appiccicoso, poi si rimettono insieme; si mostra gelosa quando lui comincia ad uscire con Charlotte. Di tutte e tre le sirene Cleo è quella che soffre di più la trasformazione perché questa le impedisce di vivere la sua vita come prima, tuttavia imparerà a controllare e amare i propri poteri. Colleziona pesci tropicali e vende gelati al parco marino, venendo poi promossa a istruttrice di delfini. Dopo aver divorziato dalla moglie Bev nella seconda stagione, suo padre Donald, che lavora come pescatore, si risposa con Samantha Roberts nella terza con la quale Cleo stringe una sincera amicizia. Sempre nella terza stagione, Cleo dimostra di essere particolarmente maturata e diventata anche più risoluta e decisa, ma rimanendo la ragazza dolce e amichevole di sempre. Cleo è capace di trasformarsi in sirena dopo dieci secondi a contatto con l'acqua, per questo deve stare molto attenta e non può né bere normalmente da un bicchiere, né truccarsi né svolgere le azioni quotidiane più banali come lavare i piatti. Quando è in acqua riesce a nuotare ad una velocità molto elevata che le permette di fare molti chilometri in poco tempo, può vedere normalmente sott'acqua e non ha problemi a trattenere il fiato per un periodo molto lungo (almeno per 15 minuti). Inoltre ha poteri che può utilizzare in qualsiasi momento:
  - Idrocinesi. Può controllare l'acqua in modo da muoverla, spostarla, mantenerla in aria, farla scivolare sotto persone e oggetti e persino aumentarne la quantità, oltre a modificarne volume, forma, consistenza e pressione (indurendola e rendendola talmente solida da farle "penetrare" le rocce), e a togliere/aggiungere molecole d'acqua agli oggetti. Questo potere le permette di creare costrutti d'acqua come sfere, sirene, serpenti, lame e altro, e di controllare tubature e ogni forma di impianto idraulico (es: rubinetti), accendendolo/spegnendolo e regolando l'intensità dell'acqua. Inoltre riesce a sollevare l'acqua, creando un tubo o una corrente che può spruzzare raggi e masse d'acqua di elevata potenza. Per il tempo in cui la manipola può indurire l'acqua temporaneamente.
  - Aerocinesi. Cleo evoca il vento anche in luoghi chiusi. Può fargli raggiungere una velocità massima di 200 km/h e far volare persone e oggetti (ottenuto all'inizio della seconda stagione, versione amplificata dell'idrocinesi).
  - Telecinesi. Riesce a fare levitare oggetti e persone in aria fino a elevate altezze. È anche in grado di deviare oggetti in movimento.
  - Manipolazione dei liquidi. Oltre all'acqua riesce a controllare tutti i liquidi, con gli stessi effetti e allo stesso modo con cui manipola l'acqua. Se una persona è svenuta, per farla riprendere, Cleo è capace di ripristinare la circolazione dei fluidi corporei.
- Rikki Chadwick (stagioni 1-3), interpretata da Cariba Heine, doppiata da Valentina Mari.[1]
Si è appena trasferita in città insieme al padre Terry, con il quale vive in una roulotte. È forte e determinata, coraggiosa e astuta, riservata (non si apre facilmente), solitaria e diffidente, diretta, sarcastica e testarda. Ha un carattere molto ribelle, impulsivo e intraprendente, che la caccia spesso nei guai; quando si arrabbia diventa scostante e/o si chiude in se stessa (rifugiandosi nella piscina naturale dell'isola Mako, dove è avvenuta la trasformazione), ma è sempre pronta ad aiutare gli altri nel momento del bisogno. Nella prima stagione dà l'impressione di essere, a volte, egoista e insensibile. Scopre di essere una sirena quando viene bagnata dal sistema di irrigazione automatica di un parco e, al contrario di Emma e Cleo, è fin da subito entusiasta della sua trasformazione e si concede lunghe nuotate presso la barriera corallina, cercando di far capire loro che ciò che è successo è straordinario. Nella seconda stagione è la prima a non vedere di buon occhio Charlotte, la nuova arrivata ed intuisce che le sue intenzioni non sono così tanto amichevoli come all'inizio vuol fare credere. Sebbene all'inizio non lo sopporti, s'innamora di Zane, ricambiata, che diventa il suo ragazzo nonostante i dubbi delle sue amiche sirene, che temono possa rivelargli il loro segreto. I due ragazzi si lasceranno alla fine della prima stagione perché troppo diversi, ma si rimetteranno insieme quando Zane scoprirà che le ragazze sono ancora sirene. Romperanno definitivamente nella terza stagione, nonostante il ragazzo tenti molte volte di recuperare i rapporti. Nella terza stagione acquisisce un legame profondo con il tentacolo d'acqua, allontanandosi per un po' dalle amiche, e diventa molto amica di Will, tanto che Zane comincia a pensare che fra i due ci sia qualcosa, ma in seguito scoprirà che a Will piace Bella. Rikki è capace di trasformarsi in sirena dieci secondi dopo che il suo corpo entra in contatto con l'acqua (anche solo con una piccolissima parte di essa), per questo deve stare molto attenta e non può ad esempio bere normalmente da un bicchiere, solo con la cannuccia. Riacquisisce le gambe (insieme ai vestiti che indossava al momento della trasformazione) solo dopo essersi completamente asciugata. Quando è in acqua riesce a nuotare ad una velocità molto elevata che le permette di fare molti chilometri in poco tempo, può vedere normalmente sott'acqua e non ha problemi a trattenere il fiato per un periodo molto lungo (almeno per 15 minuti). Inoltre ha poteri che può utilizzare in qualsiasi momento (ma che sono anche i più pericolosi fra quelli delle tre sirene):
  - Hydro-termocinesi (riscaldamento dell'acqua). Può riscaldare l'acqua per farla bollire o persino evaporare. Il suo potere le consente di riscaldare tutti i liquidi, anche il sangue, ed è molto utile nel caso in cui debba asciugarsi rapidamente (o debba asciugare una delle amiche) per far "sparire" la coda, o per creare una "coltre" di bolle per nascondersi agli altri sott'acqua. Alzando la temperatura/la pressione al massimo, fa "esplodere" gli oggetti, causando la fuoriuscita del contenuto, ad esempio quello di una pentola o l'acqua in un tubo.
  - Pirocinesi. Riesce a evocare fiamme e fuoco anche sopra l'acqua. Inizialmente non riusciva a controllare questo potere, ma in seguito ha imparato a utilizzarlo (ottenuto all'inizio della seconda stagione, versione amplificata del precedente).
  - Termocinesi. Rikki può far diventare caldi oggetti (fino a incendiarli, e asciugandoli se bagnati), alimenti (scongelandoli e portandoli allo stato liquido, quindi sciogliendoli o fondendoli), persone (addirittura disidratandole o facendole sudare copiosamente, in generale per aumentarne la temperatura interna) o se stessa. Quando riscalda se stessa diventa immune al fuoco o a elevate temperature (inconsapevolmente emana calore che rende incandescente ciò che la circonda e può causare incendi) e non si fa toccare da nessuno per paura di ustionarli; deve stare attenta a non toccare gli oggetti perché scottano.
  - Elettrocinesi. Può scatenare fulmini in qualsiasi luogo anche in assenza di tempeste o nuvole e dirigerli su qualunque "bersaglio". Riesce anche a controllare l'energia elettrica (ottenuto anche questo all'inizio della seconda stagione, versione amplificata dell'hydro-termocinesi).
- Emma Gilbert (stagioni 1-2), interpretata da Claire Holt, doppiata da Ilaria Latini.[1]
Molto competitiva e sicura di sé, intelligente, affidabile, responsabile, gentile, maniaca del controllo e dell'organizzazione, è talmente rigida, ordinata e conformista da risultare a volte esagerata e questo la fa scontrare spesso con le amiche, che le consigliano di essere più rilassata. Pensa sempre prima di agire (è riflessiva e razionale), sa dare buoni consigli, segue le regole e non sopporta chi le infrange; a volte può essere molto autoritaria. Calma e studiosa, è l'esatto opposto di Rikki: infatti, nonostante siano amiche non vanno molto d'accordo e litigano spesso. Emma è campionessa di nuoto, che ha dovuto lasciare dopo la trasformazione. Ha un fratellino, Elliot, a cui è molto legata; i suoi genitori si chiamano Lisa e Neil. Al contrario di Cleo, riesce a tenere nascosto il suo segreto con più facilità, approfittando delle frequenti assenze dei genitori. È innamorata, nella prima stagione, del surfista Byron. Nella seconda stagione si innamora di Ash, il suo capo al "JuiceNet Cafe" ed istruttore di equitazione di Elliot. All'inizio non va molto d'accordo con lui, ritenendolo arrogante, ma successivamente resta colpita dalla sua gentilezza e disponibilità; tuttavia, è titubante a cominciare una relazione con lui, temendo che il suo segreto possa essere messo a rischio. Emma decide poi di accettare la sua corte, inizialmente raccontandogli di non poter tornare a nuotare in seguito ad un incidente, infine rivelandogli di essere una sirena. Nella terza stagione si è trasferita oltreoceano e viene sostituita da Bella. Emma si trasforma in sirena dopo dieci secondi che il suo corpo è a contatto con l'acqua, per questo deve stare molto attenta e non può ad esempio bere normalmente da un bicchiere, solo con la cannuccia. Quando è in acqua riesce a nuotare ad una velocità molto elevata che le permette di fare molti chilometri in poco tempo, può vedere normalmente sott'acqua e non ha problemi a trattenere il fiato per un periodo molto lungo (almeno 15 minuti). Inoltre ha poteri che può utilizzare in qualsiasi momento:
  - Hydro-criocinesi (congelamento dell'acqua). Emma ha la capacità di congelare l'acqua, liquidi in generale e qualunque cosa contenga acqua (ad es. alimenti) con i suoi poteri. Combinandolo con l'idrocinesi, si possono creare "sfere" di ghiaccio che però si sciolgono/si rompono facilmente.
  - Criocinesi. Dall'inizio della seconda stagione, può congelare qualunque cosa senza presenza di acqua (oggetti, persone e persino il nulla); utilizzato anche per fare nevicare. Quando porta il bersaglio congelato a temperature bassissime riesce a farlo esplodere (versione amplificata del precedente).
  - Termocinesi. Emma riesce a raffreddare oggetti e persone per abbassare la temperatura. È in grado anche di raffreddare l'aria.
  - Atmocinesi. Riesce a evocare tempeste, uragani e tormente in qualsiasi luogo, anche in quelli chiusi.

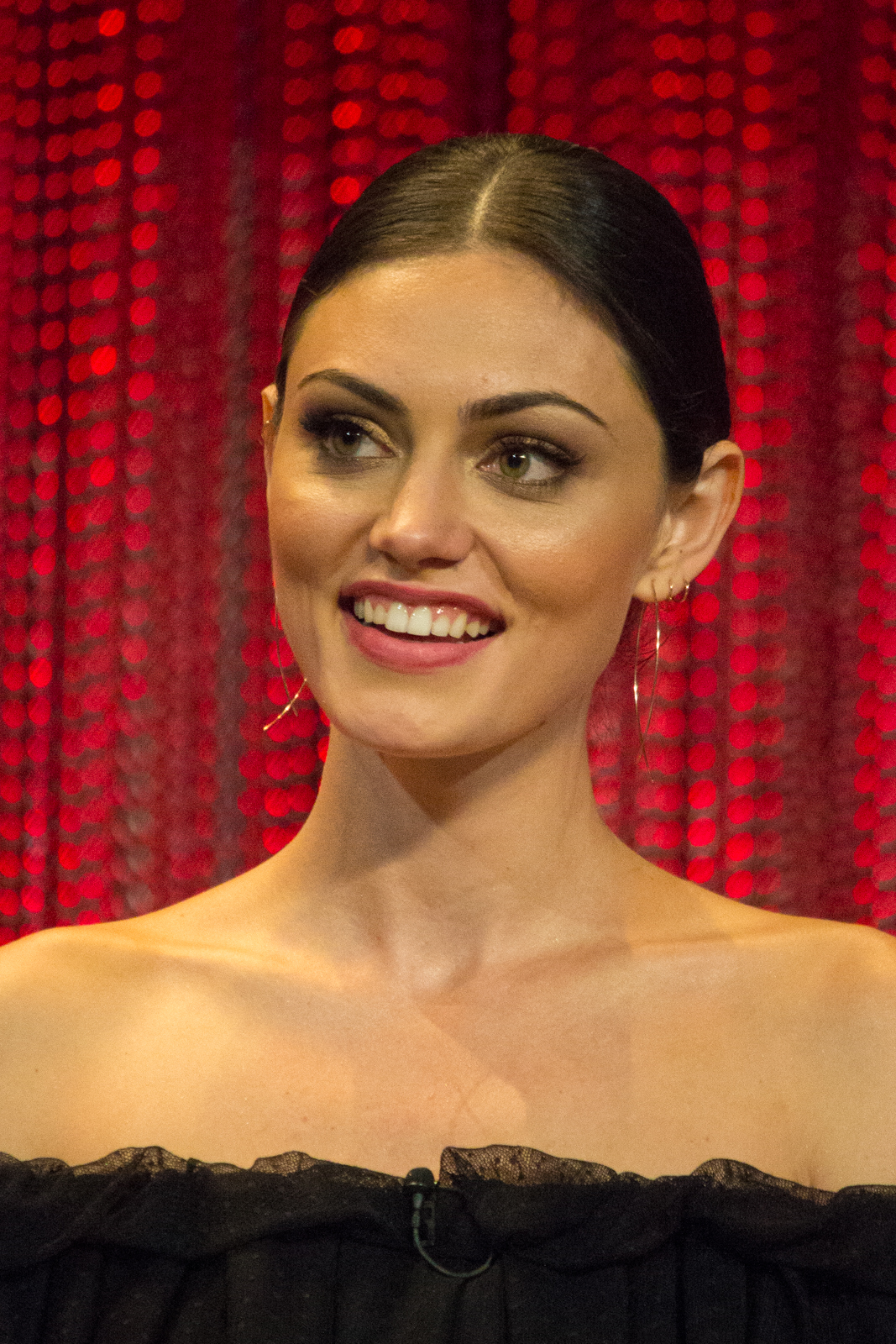
Phoebe Tonkin interpreta Cleo Sertori.
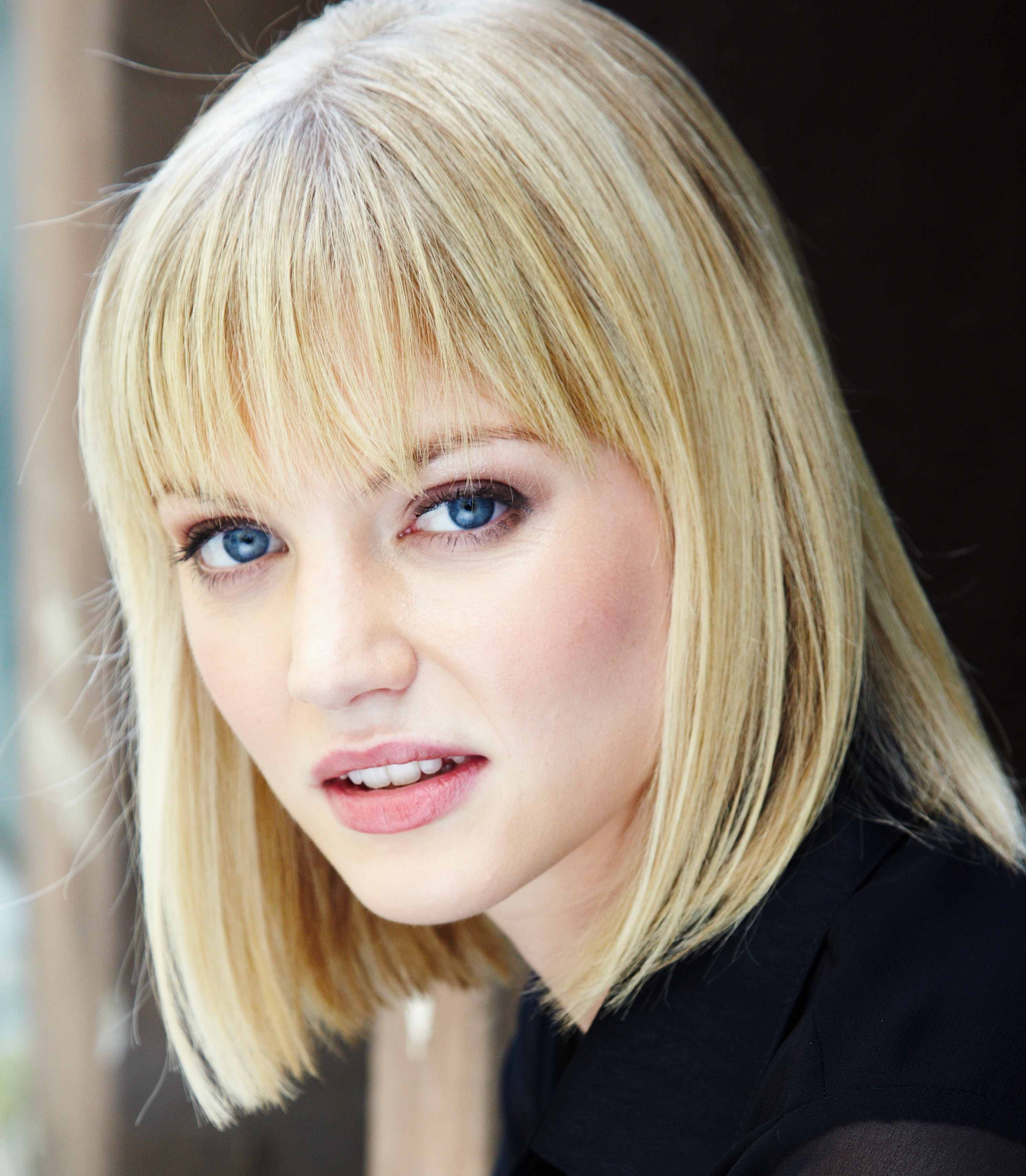
Cariba Heine interpreta Rikki Chadwick.
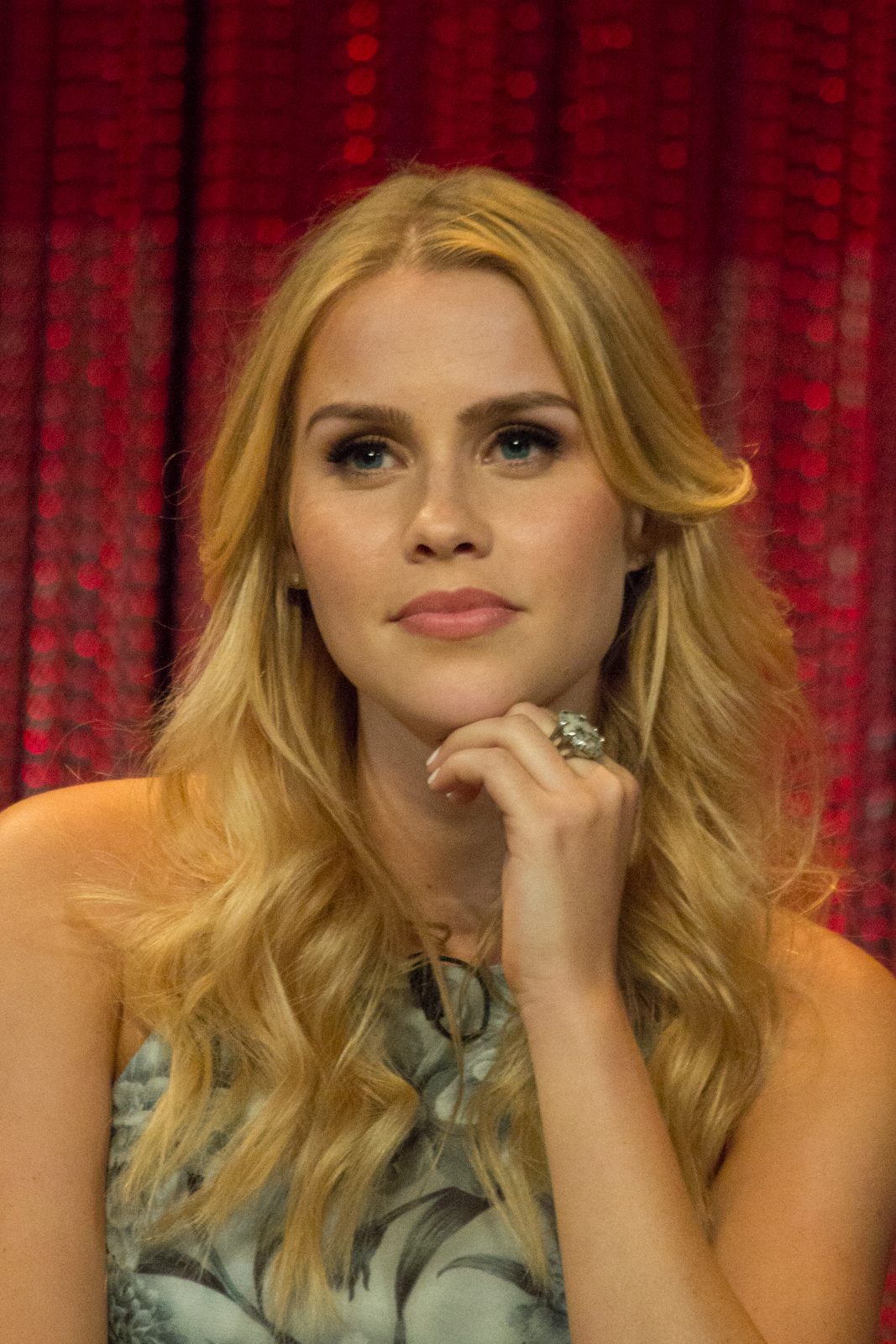
Claire Holt interpreta Emma Gilbert.
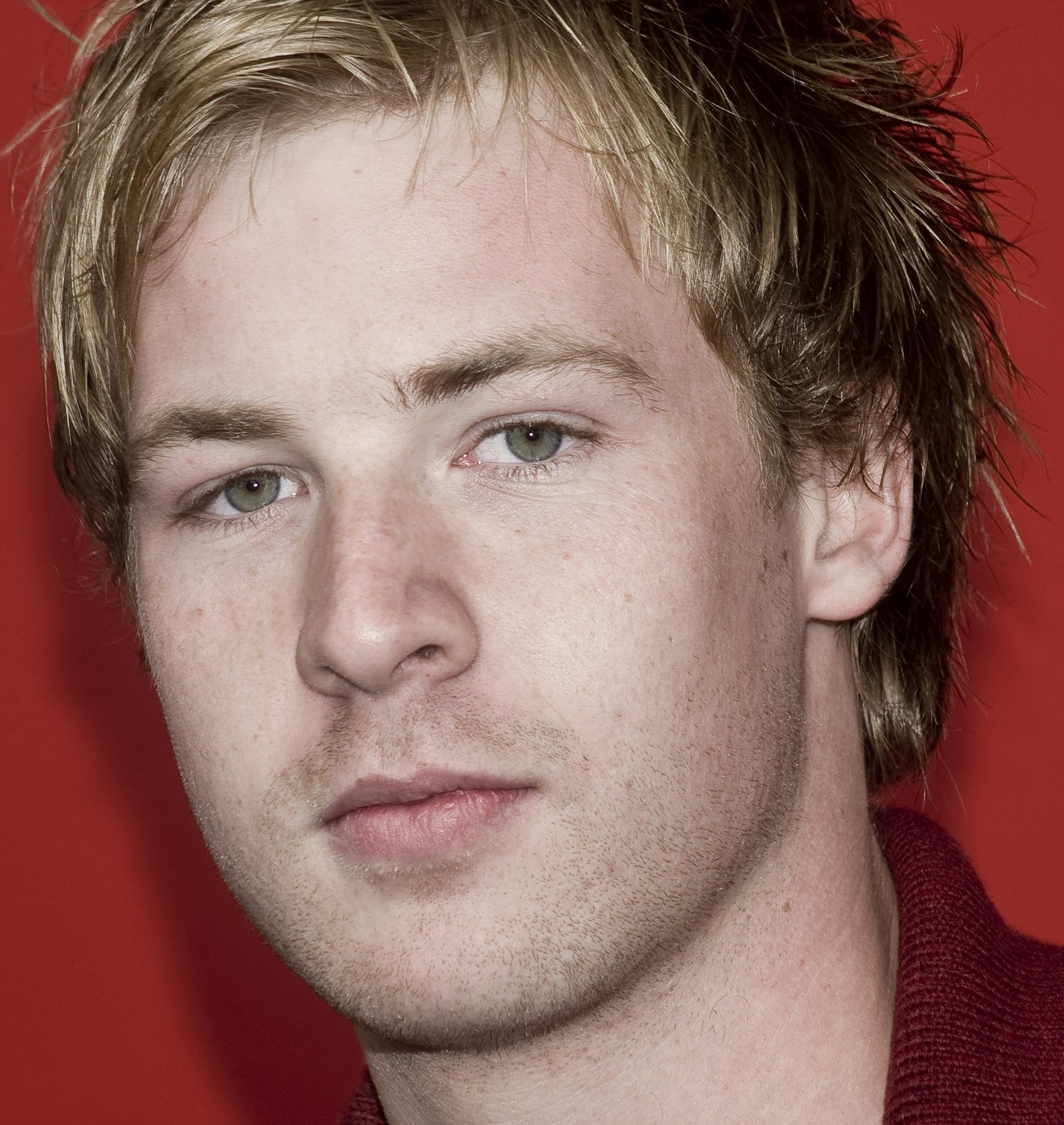
Lewis McCartney (stagioni 1-3), interpretato da Angus McLaren, doppiato da Emiliano Coltorti.
Miglior amico di Cleo da quando avevano cinque anni, è un bravo scienziato un po' impacciato, ma molto furbo; malgrado rappresenti una vittima facile per alcuni ragazzi, non si lascia mettere i piedi in testa e risponde con battutine sarcastiche a chi lo prende in giro, come Zane. Cerca di aiutare le sue amiche a scoprire il motivo della loro mutazione, della quale è il primo a custodire il segreto e su cui elabora sempre nuove teorie ed esperimenti. È un ragazzo molto buono, gentile, disponibile, generoso e premuroso e ha quattro fratelli maggiori. Il suo passatempo preferito è la pesca ed è anche un bravo batterista. È innamorato di Cleo e cominceranno una relazione, troncata dalla ragazza all'inizio della seconda stagione. Lewis instaurerà un'amicizia con Charlotte, nipote di una delle sirene originarie, che diventerà la sua ragazza, ma alla fine della seconda stagione tornerà con Cleo e aiuterà lei e le loro amiche a fermare i piani di Charlotte. A metà della terza stagione parte per gli Stati Uniti d'America per frequentare l'Istituto Americano di Biologia Marina (il suo sogno, infatti, è diventare un biologo marino). Sebbene inizialmente sarebbe dovuto andare all'estero per tre anni, alla fine starà via pochi mesi e tornerà per il diploma di Cleo, che lo accoglie con commozione e gioia.
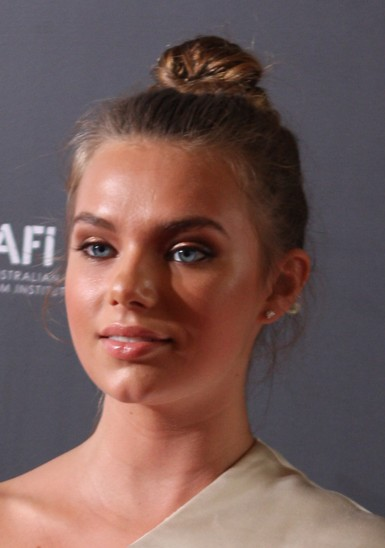
Isabella "Bella" Hartley (stagione 3), interpretata da Indiana Evans, doppiata da Letizia Scifoni.
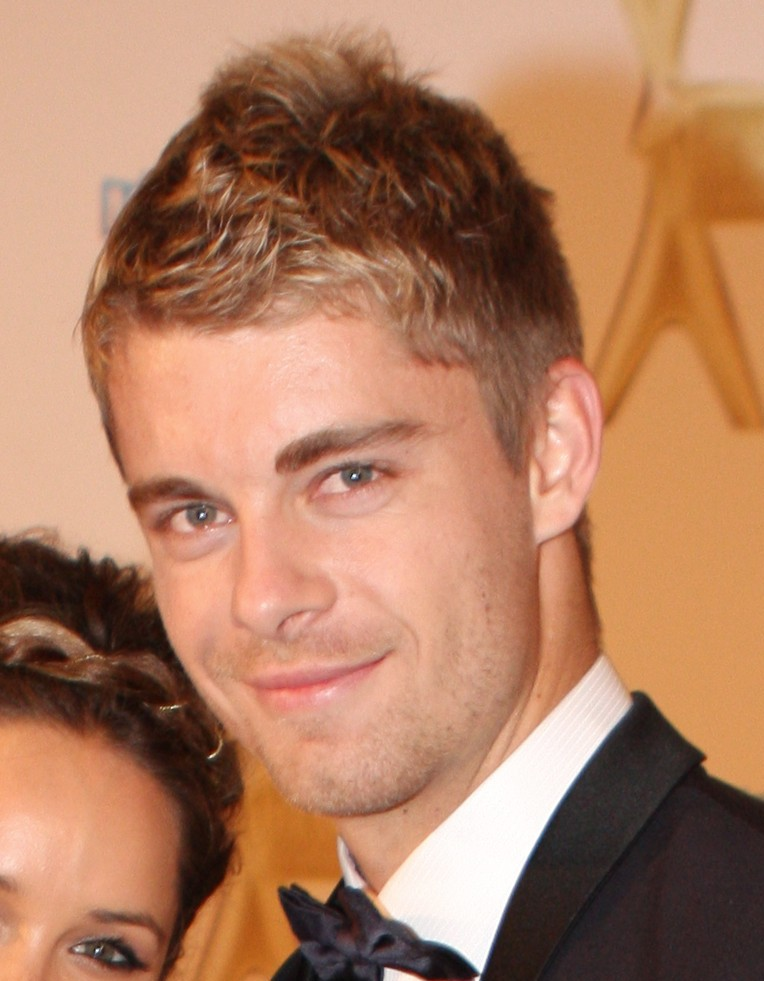
Luke Mitchell interpreta Will Benjamin.
Prende il posto di Emma nella terza stagione. Al contrario delle altre è una sirena da quando aveva nove anni: si è trasformata nella grotta di una scogliera mentre viveva in Irlanda con i suoi genitori. Timida, razionale e insicura, nonostante sia molto bella e molti ragazzi si mostrino interessati a lei non è vanitosa e non cerca di attirare le attenzioni. Vuole molto bene ai suoi amici e cerca sempre di essere positiva. Suo padre è direttore d'albergo e per questo ha sempre girato per il mondo, senza restare nella stessa scuola per più di due anni. È innamorata di Will dal loro primo incontro e poi si fidanza con lui, inoltre è stata la prima delle tre sirene ad essere scoperta dal ragazzo. Ama cantare, ha una bella voce tanto che si esibisce al "Rikki's" insieme a Nate e alla sua band. Isabella è capace di trasformarsi in sirena dopo dieci secondi che tocca l'acqua con qualsiasi parte del corpo, per questo deve stare molto attenta e non può bere normalmente solo con le cannucce; torna umana solo una volta che è completamente asciutta. Quando è in acqua riesce a nuotare ad una velocità molto elevata che le permette di fare molti chilometri in poco tempo, può vedere normalmente sott'acqua e non ha problemi a trattenere il fiato per un periodo molto lungo (almeno 15 minuti). Inoltre ha poteri che può utilizzare in qualsiasi momento:
  - Capacità di convertire l'acqua in gelatina. Manipolando la densità dell'acqua riesce a convertirla in gelatina e a modificarne la viscosità. Quando la converte in gelatina può renderla morbida e soffice oppure appiccicosa e ruvida, dandole diverse forme: sfere, sirene, cuori o colle (per bloccare ad es. gli ingranaggi delle barche).
  - Capacità di cristallizzare l'acqua. Bella è in grado di cristallizzare l'acqua rendendola più dura del vetro, quindi quasi indistruttibile, e lucida e trasparente come il cristallo. Utilizza questa capacità, ad esempio, quando deve attraversare un ruscello o un fiume: per evitare di bagnarsi crea delle "sfere" piatte simili a pietre che utilizza per arrivare dall'altra parte.
  - Manipolazione della densità dei liquido. Il suo potere funziona anche con altri liquidi, ma è più difficile dar loro una certa forma.
  - Esplosioni di pressione. Usando i suoi poteri provoca esplosioni di pressione distruggendo l'obiettivo.
- Will Benjamin (stagione 3), interpretato da Luke Mitchell, doppiato da Paolo Vivio.[1]
Ottimo nuotatore e disegnatore dal carattere gentile e tenace, mentre esplorava l'isola Mako ha scoperto la piscina naturale ed è stato attaccato dall'acqua mentre c'era la Luna piena. Da quel momento è deciso a scoprire la causa dello strano fenomeno. I suoi genitori vivono su uno yacht e quindi Will non è mai andato a scuola. Quando scopre il loro segreto, diventa amico di Cleo, Rikki, e Bella, della quale si innamora e che alla fine diventa la sua ragazza. È calmo e molto dolce, ma non esita a tirare fuori un lato più aggressivo per difendere se stesso e le persone a cui tiene. Si sta preparando per diventare un campione di apnea, ma poi si rende conto grazie a Bella che questo è il desiderio di sua sorella Sophie e non il suo, quindi decide di non partecipare più alle gare. Diventa molto amico di Rikki e inizialmente sembra che provi qualcosa per lei, ma poi dimostra di essere innamorato di Bella e si fidanza con lei. Odia Zane, che lo perseguita perché crede abbia una cotta per Rikki, ma in seguito gli dimostra che a lui piace Bella.  - Phoebe Tonkin interpreta Cleo Sertori.
  - Cariba Heine interpreta Rikki Chadwick.
  - Claire Holt interpreta Emma Gilbert.
  - Angus McLaren interpreta Lewis McCartney.
  - Indiana Evans interpreta Isabella "Bella" Hartley.
  - Luke Mitchell interpreta Will Benjamin.

## Personaggi secondari
- Zane Bennet (stagione 1-3), interpretato da Burgess Abernethy, doppiato da Francesco Pezzulli.[1]
È ricco, popolare e arrogante, ma si comporta così solo per farsi notare dal padre Harrison; i suoi genitori sono divorziati. È stato salvato da Emma mentre rischiava di affogare: poco prima di perdere i sensi, ha visto la coda da sirena della ragazza e, pensando che fosse un mostro marino, ha iniziato a cercare la creatura che l'ha salvato. Quando Zane conosce meglio Rikki, se ne innamora, senza avere alcun sospetto sulla sua identità segreta. La storia tra i due procede bene, finché Zane scopre la verità, che in un primo momento li allontana. Nella seconda stagione, i due si rimettono insieme; nella terza, in onore della ragazza apre un nuovo locale, che chiama "Rikki's". Rikki lo lascia definitivamente dopo averlo visto baciare Sophie, ma Zane non riesce ad accettarlo e diventa nemico di Will perché convinto che fra lui e Rikki ci sia qualcosa. In seguito scoprirà che a Will piace Bella.
- Nate (stagioni 1-3), interpretato da Jamie Timony, doppiato da Alessandro Vanni.[1]
È il migliore amico di Zane e, nella terza stagione, oltre a esserne il tastierista, è il leader della band in cui canta Bella, della quale è innamorato. È convinto che tutte le ragazze siano attratte da lui. Ha un fratello della stessa età di Elliot, Billy, che gioca nella squadra di calcio che Nate stesso allena. È cintura nera di karate.
- Kim Sertori (stagioni 1-3), interpretata da Cleo Massey, doppiata da Letizia Ciampa.[1]
È la sorella minore di Cleo. Dispettosa e infantile, vanitosa ed egocentrica, adora attirare le attenzioni dei ragazzi mettendoli in competizione per lei e apparire più grande della sua età. Nella prima stagione, trova il diario in cui Cleo racconta di come sono diventate sirene, ma alla fine non riesce a dimostrare la verità.
- Elliot Gilbert (stagioni 1-2), interpretato da Trent Sullivan, doppiato da Manuel Meli.[1]
È il fratello minore di Emma. Calmo e gentile, è molto legato alla sorella. Ha avuto una cotta per Rikki nella prima stagione, perché l'aveva salvato quando stava per annegare e perché riesce a trovare in lei molta bontà e altruismo, che molti all'inizio non avevano mai visto. Nella seconda avrà una cotta per Kim, di breve durata, perché Elliot si renderà conto di quanto sia insopportabile. In un episodio, a causa di Kim, riuscirà quasi a scoprire che sua sorella, Cleo e Rikki sono sirene.
- Donald "Don" Sertori (stagioni 1-3), interpretato da Alan David Lee, doppiato da Ambrogio Colombo.[1]
È il padre di Cleo e Kim e lavora come pescatore. Molto affezionato alle figlie, è un padre premuroso e non vuole che loro due litigano o che qualcuno le faccia del male; infatti all'inizio non sopporterà per niente Lewis e a volte lo bandirà anche da casa sua. Nella seconda stagione divorzia da sua moglie Bev, e nella terza stagione si innamora di Samantha, che in seguito sposa.
- Bev Sertori (stagione 1), interpretata da Deborah Coulls, doppiata da Emilia Costa.[1]
È la madre di Cleo e Kim. Nella seconda stagione divorzia dal marito Don e Cleo e Kim sentiranno molto la sua mancanza.
- Neil e Lisa Gilbert (stagioni 1-2), interpretati da Jared Robinsen e Caroline Kennison, doppiati da Luciano Marchitiello e Antonella Rinaldi.[1]
Sono i genitori di Emma ed Elliot. Non sono quasi mai in casa per colpa del lavoro, e quindi Emma ne approfitta per fare feste o per invitare le amiche. La madre, che compare in più episodi rispetto al padre, è molto gentile e ospitale e inviterà più volte a casa sua la signora Chatham e Ash.
- Harrison Bennet (stagione 1), interpretato da Joss McWilliam, doppiato da Sergio Luzi.[1]
È il padre di Zane. È molto ricco e arrogante, pensa solo al suo lavoro e non vuole che il figlio frequenti Rikki. Non ascolta mai le sue opinioni e non lo crede sul fatto delle sirene a tal punto che lui e Zane litigheranno. Alla fine però passerà più tempo con il figlio e faranno pace.
- Miriam Kent (stagione 1), interpretata da Annabelle Stevenson, doppiata da Federica De Bortoli.[1]
Benestante, testarda, dispettosa e vanitosa, usciva con Zane prima che il ragazzo s'innamorasse di Rikki. Non vede di buon'occhio le tre sirene e per vendetta cercherà di far soffrire Rikki: infatti, entrata per caso in possesso del medaglione appartenuto a Julia, chiede a Zane, che vuole donare il gioiello a Rikki, di baciarla, sapendo che la ragazza li sta osservando. Ottenuto il bacio, getta il ciondolo in mare, ma Zane lo recupera.
- Tiffany (stagione 1), interpretata da Alice Hunter.[1]
È la migliore amica di Miriam e la segue ovunque vada. È carina e ingenua e in un episodio la si vede avere una cotta per Lewis; in un altro, vincere un concorso di bellezza.
- Byron (stagione 1), interpretato da Christopher Poree, doppiato da Leonardo Graziano.[1]
È un ragazzo solare, affascinante, che riscuote molto successo tra le ragazze. Campione di surf, ha un rapporto di rivalità con Zane. È innamorato di Emma sin da quando la ragazza, sotto l'effetto della Luna piena, l'ha baciato.
- Louise Chatman (stagione 1), interpretata da Christine Amor e Teri Haddy (Louise adolescente), doppiata da Ada Maria Serra Zanetti.[1]
Louise è una donna di 65 anni, misteriosa ed enigmatica, che vive su una vecchia barca, la Lorelei, fin quando, a causa delle pessime condizioni economiche e dei numerosi danni che provoca manovrando la barca, il padre di Zane decide di sequestrarla, ma per colpa di Zane la nave affonda. Viene quindi ospitata, prima di trasferirsi in una casa di riposo, da Emma, con la quale instaura un profondo legame di amicizia, tanto che le regalerà il suo medaglione. Conosce Cleo al parco acquatico, facendole capire che è al corrente del suo segreto, ed è lei ad avvertire le tre sirene del pericolo della Luna piena. Negli anni cinquanta è stata lei stessa una sirena con le sue migliori amiche, Julia Dove e Gracie Watsford.
- Wilfred (stagione 1-2), interpretato da Ariu Lang Sio, doppiato da Massimo Milazzo.[1]
È il proprietario del JuiceNetCafe, lo stesso locale dove lavora Emma e ha l'abitudine, durante le sue assenze, di lasciarle la gestione del bar. Comparirà anche in alcuni episodi all'inizio della seconda stagione, ma verrà sostituito da Ash.
- Linda Denman (stagione 1), interpretata da Lara Cox, doppiata da Chiara Colizzi.[1]
Laureatasi a soli 21 anni, è una biologa marina di fama mondiale che studia le mutazioni cellulari nei mammiferi marini. Trova una scaglia della coda di Cleo a causa di Lewis: ambiziosa e pronta a tutto per il bene della scienza, grazie a delle telecamere subacquee riesce a fotografare le sirene e le cattura per studiarle, ma riescono a liberarsi e a farle credere di aver perso i poteri per sempre a causa dell'eclissi lunare.
- Charlotte Watsford (stagione 2), interpretata da Brittany Byrnes, doppiata da Monica Vulcano.[1]
Charlotte è una ragazza appena trasferitasi in città, e ama l'arte e la scienza. È la nipote di Grace, la precedente proprietaria del ciondolo che appartiene a Cleo. Nonostante non abbia nulla contro le tre ragazze, all'inizio viene percepita come saccente e irritante. Il rapporto con loro degenera quando Charlotte, scoperto il loro segreto, riesce a diventare la quarta sirena. La ragazza, con l'aiuto di Lewis, entra a far parte del gruppo delle sirene, sebbene Cleo e Rikki non siano d'accordo. Il gruppo arriva ad una rottura definitiva quando si scopre che Charlotte possiede tutti e tre i poteri; le altre sirene cercano comunque di insegnarle a controllarli. Charlotte però inizia a peccare di presunzione, percependo i loro consigli come invidia, e si convince di essere l'unica vera sirena, iniziando ad agire per conto proprio, obbligando anche Lewis, che nel frattempo è diventato il suo ragazzo, a stare dalla sua parte. Lewis però si schiera con le altre sirene quando si rende conto che Charlotte è completamente accecata dal potere e dalla gelosia, che viene alimentata ulteriormente dal suo abbandono. Lewis cerca di farla cadere nella piscina naturale dell'isola Mako per farle perdere i poteri: infatti, una notte ogni 50 anni, si verifica l'allineamento dei pianeti e ogni sirena che si trova nella piscina naturale nel momento in cui la Luna è alta nel cielo perde definitivamente i propri poteri. Però Charlotte, a conoscenza di questo dettaglio, sfrutta Lewis come esca per attirare le altre sirene e per far perdere loro i poteri. Le tre ragazze riescono a far cadere Charlotte nella piscina naturale proprio al passaggio della Luna, facendole perdere definitivamente i poteri. Charlotte vive con sua madre Annette, una chef.
- Ash Dove (stagione 2), interpretato da Craig Horner, doppiato da Daniele Natali.[1]
È l'insegnante di equitazione di Elliot, che conosce Emma quando la ragazza accompagna il fratello ad una lezione. Ha 18 anni e pratica equitazione da quando aveva 4 anni. Successivamente diventa il supervisore del bar "JuiceNet Cafe", dove lavora anche Emma. Inizialmente la giovane è ostile nei suoi confronti, percependolo anche come suo rivale sul lavoro, ma con il passare del tempo s'innamoreranno ed Emma gli svelerà il suo segreto.
- Terry Chadwick (stagione 2), interpretato da Andy McPhee, doppiato da Gerolamo Alchieri.[1]
È il padre di Rikki. Vuole molto bene a sua figlia e non vuole che frequenti Zane perché questo gli ha portato via un pezzo di una moto alla quale stava lavorando da anni. All'inizio sembrerà arrogante, ma poi si dimostrerà simpatico anche con Zane. Vive con la figlia in una roulotte.
- Max Hamilton (stagione 2), interpretato da Martin Vaughan e Matthew Scully (Max da adolescente), doppiato da Dante Biagioni.[1]
Compare per la prima volta nell'episodio 19, quando Lewis scopre che nel 1957 aveva compiuto degli studi sui cicli lunari. Infatti, il ragazzo crede di poterli applicare ai poteri delle sirene. Una volta conosciuto Max, quest'ultimo è disposto a regalare a Lewis tutto il suo materiale di ricerca, ma in cambio il ragazzo dovrà portarlo sull'isola Mako, dove incontrano Cleo. Max, che sospetta che la ragazza sia una sirena da quando l'ha vista con il medaglione di Gracie al collo, le getta dell'acqua addosso per verificare la fondatezza dei suoi sospetti. Racconta poi di essere stato il fidanzato di Gracie e di come la loro storia sia finita male. Successivamente, dopo aver saputo che Charlotte è la nipote di Gracie, le svela l'esistenza delle sirene e il modo in cui diventarlo; è sempre lui ad avvertire Lewis dell'allineamento dei pianeti e del fatto che tale evento faccia perdere i poteri alle sirene definitivamente.
- Sophie Benjamin (stagione 3), interpretata da Taryn Marler, doppiata da Francesca Manicone.[1]
Sorella maggiore di Will, lo spinge ad allenarsi per diventare un campione di apnea, studia economia e non le sta molto simpatica Bella, poiché, secondo lei, distrae il fratello. Ambiziosa e disposta a tutto pur di ottenere ciò che vuole, si fa assumere come cameriera al "Rikki's" per conquistare Zane, e viene successivamente promossa a nuova direttrice del locale, quando Rikki lo lascia. La sua sete di denaro la porta a distruggere le pareti della piscina naturale di Mako per impossessarsi delle rare pietre lunari di cui sono composte, ma poi vi rinuncia per volere di suo fratello
- Samantha "Sam" Roberts (stagione 3), interpretata da Penni Gray, doppiata da Michela Alborghetti.[1]
Nuova moglie di Don Sertori, quindi matrigna di Cleo e Kim. È una donna pacata e gentile, appassionata di viaggi. Inizialmente Kim non è minimamente disposta ad accettare la possibilità che Sam possa diventare un nuovo membro della famiglia; anche Cleo avrà qualche dubbio al riguardo, tuttavia alla fine deciderà di pensare alla felicità di suo padre e lasciare che la sposi. Lavora come ranger al parco naturale, infatti è collega di Ryan.
- Ryan Tate (stagione 3), interpretato da Andrew Lees, doppiato da Marco Vivio.[1]
Collega di Sam, la matrigna di Cleo, lavora come ranger al parco naturale. Appassionato di rocce, aiuta Cleo ad analizzare un campione della grotta di Mako, pur senza sapere da dove provenga. Ha un debole per Cleo e le regalerà un telescopio sotto i panni di uno spasimante misterioso. Quando scopre che la roccia ha un magnetismo pari a quello lunare, se ne interessa molto e chiede a Cleo di poter condurre altre analisi, ma la ragazza non vuole dirgli dove l'ha presa. Tuttavia, per colpa di Kim, segretamente attratta da lui, risale a Mako e trova la piscina naturale. In seguito, ingannato da Sophie, fa esplodere la grotta della luna, ma si pentirà del male commesso.
- Grace "Gracie" Watsford (stagioni 1-2), interpretata da Ashleigh Brewer.[1]
Proprietaria del medaglione di Cleo, è stata una sirena da giovane, negli anni cinquanta, insieme a Louise e Julia. Il suo fidanzato, Max Hamilton, scoprì il segreto suo e delle amiche e lo accettò. Alla fine, la ragazza decise di concludere definitivamente la sua storia con Max, che non ebbe mai più sue notizie, e rinunciò ai propri poteri. È la nonna materna di Charlotte.
- Julia Dove (stagioni 1-2), interpretata da Amrita Tarr (st. 1) e Taryn Marler (st. 2).[1]
Proprietaria del medaglione di Rikki, è stata una sirena da giovane, negli anni cinquanta, insieme a Louise e Gracie. Era fidanzata con un ragazzo ricco, Karl, che finì per tradirla, filmandola mentre si trasformava in una sirena. Louise sostiene in un episodio della serie che il carattere di Julia da giovane fu molto simile a quello di Rikki.